# クラレンス・アダムズ
クラレンス・アダムズ（Clarence Adams、1974年7月6日 - ）は、アメリカ合衆国のプロボクサー。ケンタッキー州ヘンダーソン出身。身長168cm、リーチ170cm。元WBA世界スーパーバンタム級王者。

## 来歴
1990年4月3日、わずか15歳でプロデビュー。矢継ぎ早に試合を重ね、1992年4月4日、24戦目でWBCアメリカ大陸バンタム級王座を獲得。
1993年3月27日、27戦無敗(1引き分けを含む)の戦績を引っさげ、後にバンタム級最多記録となる16度の防衛を果たす名王者オルランド・カニザレスの持つIBF世界バンタム級王座に挑むも、11ラウンドTKO負け。この試合を含め3連続KO負けを喫し低迷。
1995年9月9日、ケビン・ケリーとのWBU世界フェザー級王座決定戦に臨むが、引き分けでタイトル獲得ならず。
1997年8月3日、IBAインターコンチネンタルフェザー級王座を獲得。
2000年3月4日、WBA世界スーパー・バンタム級王者ネストール・ガルサに挑戦。第1ラウンドと第5ラウンドにはダウンを奪い、大差判定勝ちで王座を獲得した。同王座は2度防衛後に返上。
2001年8月4日と翌年2月23日、ポーリー・アヤラと2連戦を行うが、いずれも判定負け。同年11月16日、グティ・エスパダス・ジュニアに判定負けで3連敗。
続くマヌエル・セペダ戦(2003年7月1日)も負傷引き分けに終わり、この試合を最後に一旦引退。
しかし2006年に現役復帰し、年に1戦のペースで試合を重ねる。2007年5月23日、WBCアメリカ大陸フェザー級王座を獲得。
現時点でのラストファイトは、2010年2月19日のエデル・ルイス戦(4ラウンドTKO負け)。

## 獲得タイトル
- WBCアメリカ大陸バンタム級王座
- IBAインターコンチネンタルフェザー級王座
- WBA世界スーパーバンタム級王座（防衛2度）
- WBCアメリカ大陸フェザー級王座